# Theuville-aux-Maillots
Theuville-aux-Maillots är en kommun i departementet Seine-Maritime i regionen Normandie i norra Frankrike. Kommunen ligger i kantonen Valmont som tillhör arrondissementet Le Havre. År 2022 hade Theuville-aux-Maillots 525 invånare.

## Befolkningsutveckling
Antalet invånare i kommunen Theuville-aux-Maillots
| Referens: INSEE |